# Jarosław Wilczyński
Jarosław Zbigniew Wilczyński (ur. 26 sierpnia 1969 w Ostrowcu Świętokrzyskim) – polski nauczyciel i samorządowiec, od 2006 do 2014 prezydent Ostrowca Świętokrzyskiego.

## Życiorys
Ukończył Liceum Ogólnokształcące im. Stanisława Staszica w Ostrowcu Świętokrzyskim, następnie studiował nauki społeczne i polityczne w Wyższej Szkole Pedagogicznej w Kielcach (1990–1995). Od 1994 do 1999 pracował jako nauczyciel w Ćmielowie, następnie zaś jako zastępca kierownika Biura Promocji i Integracji Europejskiej Urzędu Miejskiego w Ostrowcu Świętokrzyskim. Od 2002 do 2003 sprawował mandat radnego gminy Bodzechów wybranego z listy SLD-UP, zaś w latach 2003–2006 pełnił funkcję wiceprezydenta Ostrowca. W 2006 pracował również jako główny specjalista ds. funduszy regionalnych i rozwoju regionalnego powiatu ostrowieckiego.
Również w 2006 został wybrany na prezydenta miasta z ramienia komitetu Twój Ostrowiecki Samorząd 2006 (TOS), wygrywając w II turze z Ingą Kamińską. Podczas prawyborów przeprowadzonych przez TOS na wiosnę 2010 uzyskał rekomendację na kolejną kadencję, uzyskując następnie w wyborach reelekcję w II turze. W 2014 nie ubiegał się o wybór na kolejną kadencję. Kandydował natomiast do sejmiku świętokrzyskiego z listy Platformy Obywatelskiej, jednak nie uzyskał mandatu. W 2024 wystartował natomiast do rady powiatu ostrowieckiego.

## Odznaczenia
W 2009 otrzymał Złoty Krzyż Zasługi.